# Maasbrug (A3)
De Maasbrug van de Belgische autosnelweg A3 is een verkeersbrug uit 1964 over de rivier de Maas en het Albertkanaal in de gemeente Herstal.
Direct ten oosten van de brug bevindt zich knooppunt Cheratte.